# Малин (град, Орегон)
Малин (на английски: Malin) е град в окръг Кламат, щата Орегон, САЩ. Малин е с население от 638 жители (2000) и обща площ от 0,9 km². Намира се на 1236,9 m надморска височина. ЗИП кодът му е 97632, а телефонният му код е 541.